# Бремонкур
Бремонкур (фр. Brémoncourt) насеље је и општина у североисточној Француској у региону Лорена, у департману Мерт и Мозел која припада префектури Линевил.
По подацима из 2011. године у општини је живело 155 становника, а густина насељености је износила 29,58 становника/km². Општина се простире на површини од 5,24 km². Налази се на средњој надморској висини од 342 метара (максималној 403 m, а минималној 268 m).

## Демографија
| 1962. | 1968. | 1975. | 1982. | 1990. | 1999. | 2011. |
| ----- | ----- | ----- | ----- | ----- | ----- | ----- |
| 132   | 137   | 146   | 151   | 144   | 147   | 155   |

График промене броја становника у току последњих година